# Lodewijk van Mierop
Dirk Lodewijk Willem van Mierop (Rotterdam, 1 januari 1870 – Bussum, 13 juni 1930) was een Nederlands religieus-anarchist. Van Mierop's vader was een houthandelaar.

## Studententijd
Van Mierop was reeds in zijn jeugdjaren een groot aanhanger van het sociaal christendom. Na het gymnasium studeerde hij aanvankelijk wis- en natuurkunde in Leiden, maar maakte onder de invloed van Leo Tolstoj en zijn moeder de overstap naar theologie. Tijdens zijn studie werkte hij tevens als sociaal-werker in de Amsterdamse achterbuurten.

## Kolonie in Blaricum en deRein Leven Beweging
Tijdens zijn studiejaren werd hij een overtuigd aanhanger van het christenanarchisme, het antimilitarisme en het vegetarisme. Slechts door te leven in de geest van Jezus Christus kon men de samenleving veranderen. Met gelijkgezinden als Louis Adriën Bähler, Anne de Koe, Jacobus Lambertus Klein, Felix Ortt en Johannes van der Veer stichtte hij het Tolstojaanse blad Vrede, dat sterk antimilitaristisch was. Van Mierop werkte tevens voor de gelijknamige drukkerij en was actief bij de Vrede-beweging. In 1899 richtte hij de kolonie Internationale Broederschap op. Deze kolonie was gevestigd te Blaricum. De kolonie trachtte zelfvoorzienend te zijn en zonder overheidsdrang. Omdat hij zijn verhuizing naar Blaricum niet meldde bij de burgerlijke stand (dit beschouwde hij als overheidsdrang), moest hij voor de kantonrechter verschijnen.
In 1901 richtte Van Mierop de Rein Leven Beweging (RLB) op. De RLB streefde naar 'reinheid van lichaam en ziel.' Men streefde naar seksuele onthouding, een overheersing van de ziel over het lichaam en gezond eten, en gaf een tijdschrift uit, Rein Leven genaamd. Onder druk van de orthodox-christelijke stroming binnen de RLB moest Van Mierop in 1905 zijn redacteurschap van het tijdschrift neerleggen.
Wegens zijn solidariteit met de Spoorwegstaking van 1903, bestormden inwoners van Blaricum de kolonie. Van Mierop weigerde verzet te bieden (hij was pacifist) en verliet zijn woning in de kolonie pas toen deze in brand gestoken werd. Daarmee eindigde zijn leven als kolonist.

## Levensloop na de kolonie
Van Mierop werkte daarna weer voor Vrede, dat in 1907 opging in de Vrije Mensch. Hieruit ontstond spoedig het Vrije Menschen Verbond. Tot 1909 was hij tevens bestuurslid van het Federatieve Fonds. Dit fonds steunde bedrijven die op christen-anarchistische grondslag werkten.
Sinds 1907 leidde hij als redacteur het blad Levenskracht, een soort voortzetting van Rein leven. Het blad Levenskracht riep op tot een gezonde levensstijl, reformkleding, natuurgeneeswijze, geheelonthouding, niet-roken en vegetarisme. Levenskracht' werd vooral een groot succes in het toenmalige Nederlands-Indië. In 1912 was Van Mierop medeoprichter van het 'Nationaal Comité voor Moederbescherming en Seksuele Hervorming'. Dit Nationaal Comité steunde (ongehuwde) vrouwen en moeders, en prostituees en streefde naar de beperking van het aantal kinderen per gezin.
Het Nationaal Comité was de tegenhanger van de Nieuw-Malthusiaanse Bond, daar het Nationaal Comité zich tegen geboortebeperkende middelen uitsprak. In hetzelfde jaar dat het Nationaal Comité werd opgericht, richtte Van Mierop tevens een school op 'religieus-humanitaire' grondslag op. Zelf werd hij penningmeester en leraar wijsbegeerte op de school. Hij schreef ook veel artikelen over het boeddhisme in het Blad voor Wijsbegeerte.
In 1920 ging het Vrije Menschen Verbond op in de Bond van Religieuze Anarcho-Communisten. De voornaamste punten van het BRAC waren geweldloosheid en een anarchistische samenleving gebaseerd op religie. Van Mierop bestreed het lidmaatschap voor christen-socialisten van de SDAP.
Van Mierop bleef tot zijn dood een enthousiast aanhanger van het christen-anarchisme, ook toen de interesse hiervoor steeds minder werd. De laatste jaren van zijn leven was hij met Clara Wichmann een van de oprichters van het Comité van Actie tegen de bestaande opvattingen van Misdaad en Straf. Van Mierop was ervan overtuigd dat misdadigers een 'zieke ziel' hadden en beter gemaakt moesten worden (een klassieke anarchistische opvatting over misdaad).